# The Resistance Tour
The Resistance Tour è una tournée mondiale del gruppo musicale britannico Muse realizzato per presentare il loro quinto album di studio The Resistance del 2009.
L'annuncio dell'inizio del tour è stato dato il 1º giugno 2009 sul loro sito ufficiale. La serie di concerti è stato diviso in tre parti e la prima sessione è partita il 22 ottobre da Helsinki in Finlandia per finire con la data del 15 dicembre 2009 a Seattle (Stati Uniti d'America).
I Muse hanno aggiunto alle trenta date europee altre nove tappe: tre in Giappone, una in Nuova Zelanda e cinque in Australia. Il trio ha presentato in anteprima alcuni brani di The Resistance in due concerti in Inghilterra e precisamente nella loro patria Teignmouth nel Devon. Il doppio spettacolo, intitolato A Seaside Rendezvous si è svolto il 4 e il 5 settembre 2009. Il 7 e l'8 settembre il gruppo ha portato l'anteprima del tour in Germania e Francia precisamente a Berlino il 7 e a Parigi l'8. I Muse hanno fatto da gruppo spalla a otto date statunitensi del tour mondiale degli U2, l'U2 360º Tour. Nel novembre del 2009 il gruppo ha annunciato sul suo sito ufficiale di aver aggiunto altre quattro date negli Stati Uniti per il mese di dicembre 2009 e precisamente a San Francisco, Las Vegas, Los Angeles e Seattle e una data il 3 febbraio 2010 a Singapore. Inoltre, nello stesso mese sono stati annunciate altre sei date aggiunte al tour europeo.
Tra dicembre 2009 e maggio 2010 al tour sono state aggiunte altre date che toccheranno nuovamente gli Stati Uniti, il Canada e l'Australia tra febbraio e dicembre del 2010.

## Progettazione del palco e spettacolo

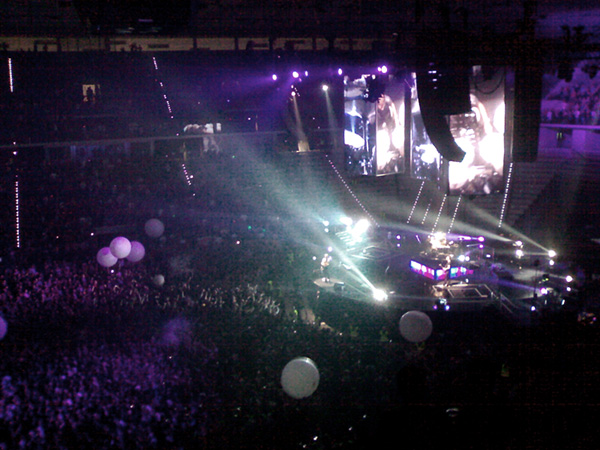
I Muse eseguono Plug in Baby al Palasport Olimpico di Torino - 4 dicembre 2009

Il palco è concepito per consentire una visione di 360° al pubblico. La struttura è posizionata al centro delle arene in modo da dare una visione totale dello spettacolo. Al centro del palco, tre cubi ospitano un componente del gruppo ciascuno e sulle pareti vengono trasmessi video e immagini dello spettacolo. Durante il concerto, i cubi si abbassano per consentire a Bellamy e a Wolstenholme (rispettivamente il cantante e il bassista del gruppo) di raggiungere la parte bassa del palco mentre Howard rimane nella sua postazione di batterista, continuando ad essere abbassato ed alzato secondo la scenografia. I brani sono accompagnati con giochi di luci LED e laser. Durante l'esecuzione del brano Plug in Baby vengono lasciati sul pubblico giganteschi palloni bianchi. Questa coreografia veniva utilizzata nel tour promozionale dell'album del 2001 Origin of Symmetry durante l'esecuzione del brano Bliss.
(Dominic Howard riguardo allo spettacolo)

## Date del tour
| Data                                                                           | Città                            | Stato                           | Luogo                             | Note                                                                                                |
| ------------------------------------------------------------------------------ | -------------------------------- | ------------------------------- | --------------------------------- | --------------------------------------------------------------------------------------------------- |
| Anteprima Tour Europeo                                                         |                                  |                                 |                                   | |
| A Seaside Rendezvous                                                           |                                  |                                 |                                   | |
| 4 settembre 2009                                                               | Teignmouth, Devon                | Inghilterra                     | The Den                           | Anteprima Tour Europeo                                                                              |
| 5 settembre 2009                                                               | Teignmouth, Devon                | Inghilterra                     | The Den                           | Anteprima Tour Europeo                                                                              |
| Warm-Up Tour Europeo                                                           |                                  |                                 |                                   | |
| 7 settembre 2009                                                               | Berlino                          | Germania                        | Admiralspalast                    | Anteprima Tour Europeo                                                                              |
| 8 settembre 2009                                                               | Parigi                           | Francia                         | Théâtre du Châtelet               | Anteprima Tour Europeo                                                                              |
| Stati Uniti e U2 360º Tour                                                     |                                  |                                 |                                   | |
| 13 settembre 2009                                                              | New York                         | Stati Uniti                     | Walter Kerr Theatre               | Esibizione per l'MTV Video Music Awards 2009                                                        |
| 23 settembre 2009                                                              | East Rutherford, New Jersey      | Stati Uniti                     | Giants Stadium                    | Band di supporto agli U2                                                                            |
| 24 settembre 2009                                                              | East Rutherford, New Jersey      | Stati Uniti                     | Giants Stadium                    | Band di supporto agli U2                                                                            |
| 29 settembre 2009                                                              | Prince George's County, Maryland | Stati Uniti                     | FedExField                        | Band di supporto agli U2                                                                            |
| 1º ottobre 2009                                                                | Charlottesville, Virginia        | Stati Uniti                     | Scott Stadium                     | Band di supporto agli U2                                                                            |
| 3 ottobre 2009                                                                 | Raleigh, Carolina del Nord       | Stati Uniti                     | Carter-Finley Stadium             | Band di supporto agli U2                                                                            |
| 6 ottobre 2009                                                                 | Atlanta, Georgia                 | Stati Uniti                     | Georgia Dome                      | Band di supporto agli U2                                                                            |
| 9 ottobre 2009                                                                 | Tampa, Florida                   | Stati Uniti                     | Raymond James Stadium             | Band di supporto agli U2                                                                            |
| 12 ottobre 2009                                                                | Arlington, Texas                 | Stati Uniti                     | Cowboys Stadium                   | Band di supporto agli U2                                                                            |
| 14 ottobre 2009                                                                | Houston, Texas                   | Stati Uniti                     | Reliant Stadium                   | Band di supporto agli U2                                                                            |
| Prima Sessione di concerti                                                     |                                  |                                 |                                   | |
| Tour Europeo                                                                   |                                  |                                 |                                   | |
| 22 ottobre 2009                                                                | Helsinki                         | Finlandia                       | Hartwall-areena                   | |
| 24 ottobre 2009                                                                | Stoccolma                        | Svezia                          | Hovet                             | -                                                                                                   |
| 25 ottobre 2009                                                                | Oslo                             | Norvegia                        | Oslo Spektrum                     | -                                                                                                   |
| 26 ottobre 2009                                                                | Copenaghen                       | Danimarca                       | Parken Stadium                    | -                                                                                                   |
| 28 ottobre 2009                                                                | Amburgo                          | Germania                        | Color Line Arena                  | -                                                                                                   |
| 29 ottobre 2009                                                                | Berlino                          | Germania                        | O2 World                          | -                                                                                                   |
| 31 ottobre 2009                                                                | Liévin                           | Francia                         | Stade Couvert Regional            | -                                                                                                   |
| 1º novembre 2009                                                               | Amnéville                        | Francia                         | Le Galaxie                        | -                                                                                                   |
| 2 novembre 2009                                                                | Anversa                          | Belgio                          | Sportpaleis                       | -                                                                                                   |
| 4 novembre 2009                                                                | Sheffield                        | Inghilterra                     | Sheffield Arena                   | -                                                                                                   |
| 5 novembre 2009                                                                | Liverpool                        | Inghilterra                     | Echo Arena                        | -                                                                                                   |
| 6 novembre 2009                                                                | Dublino                          | Irlanda                         | The O2                            | -                                                                                                   |
| 9 novembre 2009                                                                | Glasgow                          | Scozia                          | SECC                              | -                                                                                                   |
| 10 novembre 2009                                                               | Birmingham                       | Inghilterra                     | National Indoor Arena             | -                                                                                                   |
| 12 novembre 2009                                                               | Londra                           | Inghilterra                     | The O2 Arena                      | Stesso giorno esibizione di tre canzoni al Royal Albert Hall per la manifestazione Children in Need |
| 13 novembre 2009                                                               | Londra                           | Inghilterra                     | The O2 Arena                      | -                                                                                                   |
| 14 novembre 2009                                                               | Rotterdam                        | Paesi Bassi                     | Ahoy Rotterdam                    | -                                                                                                   |
| 16 novembre 2009                                                               | Colonia                          | Germania                        | Lanxess Arena                     | -                                                                                                   |
| 17 novembre 2009                                                               | Parigi                           | Francia                         | Palais omnisports de Paris-Bercy  | -                                                                                                   |
| 18 novembre 2009                                                               | Zurigo                           | Svizzera                        | Hallenstadion                     | -                                                                                                   |
| 20 novembre 2009                                                               | Monaco di Baviera                | Germania                        | Olympiahalle                      | -                                                                                                   |
| 21 novembre 2009                                                               | Bologna                          | Italia                          | Futurshow Station                 | -                                                                                                   |
| 22 novembre 2009                                                               | Lione                            | Francia                         | Halle Tony Garnier                | -                                                                                                   |
| 24 novembre 2009                                                               | Barcellona                       | Spagna                          | Palau Sant Jordi                  | -                                                                                                   |
| 25 novembre 2009                                                               | Tolosa                           | Francia                         | Le Zénith                         | -                                                                                                   |
| 28 novembre 2009                                                               | Madrid                           | Spagna                          | Palacio de Deportes               | -                                                                                                   |
| 29 novembre 2009                                                               | Lisbona                          | Portogallo                      | Pavilhão Atlântico                | -                                                                                                   |
| 1º dicembre 2009                                                               | Limoges                          | Francia                         | Le Zénith                         | -                                                                                                   |
| 2 dicembre 2009                                                                | Digione                          | Francia                         | Le Zénith                         | -                                                                                                   |
| 4 dicembre 2009                                                                | Torino                           | Italia                          | Palasport Olimpico                | -                                                                                                   |
| Stati Uniti (date aggiunte tra novembre e dicembre 2009)                       |                                  |                                 |                                   | |
| 11 dicembre 2009                                                               | Oakland, San Francisco           | Stati Uniti                     | Oracle Arena                      | Live 105 NSSN                                                                                       |
| 12 dicembre 2009                                                               | Las Vegas                        | Stati Uniti                     | The Joint                         | Holiday Havoc 2009                                                                                  |
| 13 dicembre 2009                                                               | Los Angeles                      | Stati Uniti                     | Gibson Amphiteatre                | KROQ Almost Acoustic Christmas                                                                      |
| 15 dicembre 2009                                                               | Seattle                          | Stati Uniti                     | WaMu Theatre                      | The End's Deck The Hall Ball 2009                                                                   |
| Seconda Sessione di concerti                                                   |                                  |                                 |                                   | |
| Tour Giappone/Oceania                                                          |                                  |                                 |                                   | |
| 7 gennaio 2010                                                                 | Seul                             | Corea                           | Olympic Park                      | -                                                                                                   |
| 9 gennaio 2010                                                                 | Ōsaka                            | Giappone                        | Osaka-jō Hall                     | -                                                                                                   |
| 11 gennaio 2010                                                                | Nagoya                           | Giappone                        | Aichi Prefectural Gymnasium       | -                                                                                                   |
| 12 gennaio 2010                                                                | Tokyo                            | Giappone                        | Nippon Budokan                    | -                                                                                                   |
| 15 gennaio 2010                                                                | Auckland                         | Nuova Zelanda                   | -                                 | Festival Big Day Out 2009 - Tutte le sedi                                                           |
| 17 gennaio 2010                                                                | Gold Coast                       | Australia                       | -                                 | Festival Big Day Out 2009 - Tutte le sedi                                                           |
| 22 gennaio 2010                                                                | Sydney                           | Australia                       | -                                 | Festival Big Day Out 2009 - Tutte le sedi                                                           |
| 23 gennaio 2010                                                                | Sydney                           | Australia                       | -                                 | Festival Big Day Out 2009 - Tutte le sedi                                                           |
| 26 gennaio 2010                                                                | Melbourne                        | Australia                       | -                                 | Festival Big Day Out 2009 - Tutte le sedi                                                           |
| 29 gennaio 2010                                                                | Adelaide                         | Australia                       | -                                 | Festival Big Day Out 2009 - Tutte le sedi                                                           |
| 31 gennaio 2010                                                                | Perth                            | Australia                       | -                                 | Festival Big Day Out 2009 - Tutte le sedi                                                           |
| 3 febbraio 2010                                                                | Singapore                        | Singapore                       | Singapore Indoor Stadium          | -                                                                                                   |
| 6 febbraio 2010                                                                | Hong Kong                        | Cina                            | Asia World Expo                   | -                                                                                                   |
| Stati Uniti/ Canada/Messico (date aggiunte nel dicembre 2009)                  |                                  |                                 |                                   | |
| 27 febbraio 2010                                                               | Stati Uniti                      | Atlanta, Georgia                | Gwinnett Center                   | |
| 1º marzo 2010                                                                  | Stati Uniti                      | Contea di Fairfax, Virginia     | Patriot Center                    | |
| 2 marzo 2010                                                                   | Stati Uniti                      | Filadelfia                      | Wachovia Center                   | |
| 3 marzo 2010                                                                   | Stati Uniti                      | Baltimora                       | 1st Mariner Arena                 | |
| 5 marzo 2010                                                                   | Stati Uniti                      | New York                        | Madison Square Garden             | |
| 6 marzo 2010                                                                   | Stati Uniti                      | Boston                          | TD Garden                         | |
| 8 marzo 2010                                                                   | Canada                           | Toronto                         | Air Canada Center                 | |
| 10 marzo 2010                                                                  | Canada                           | Montréal                        | Centre Bell                       | |
| 12 marzo 2010                                                                  | Stati Uniti                      | Chicago                         | United Center                     | |
| 13 marzo 2010                                                                  | Stati Uniti                      | Nashville                       | Bridgestone Arena                 | |
| 15 marzo 2010                                                                  | Stati Uniti                      | Detroit                         | The Palace of Auburn Hills        | |
| 17 marzo 2010                                                                  | Stati Uniti                      | Dallas                          | Fort Worth Convention Center      | |
| 18 marzo 2010                                                                  | Stati Uniti                      | Houston                         | Toyota Center                     | |
| 29 marzo 2010                                                                  | Canada                           | Edmonton                        | Rexall Place                      | |
| 30 marzo 2010                                                                  | Canada                           | Calgary                         | Pengrowth Saddledome              | |
| 1º aprile 2010                                                                 | Canada                           | Vancouver                       | Pacific Coliseum                  | |
| 2 aprile 2010                                                                  | Stati Uniti                      | Seattle                         | KeyArena                          | |
| 3 aprile 2010                                                                  | Stati Uniti                      | Portland                        | Rose Garden Arena                 | |
| 5 aprile 2010                                                                  | Stati Uniti                      | Salt Lake City                  | The E Center                      | |
| 6 aprile 2010                                                                  | Stati Uniti                      | Denver                          | Odeum Colorado                    | |
| 9 aprile 2010                                                                  | Stati Uniti                      | Phoenix                         | US Airways Center                 | |
| 10 aprile 2010                                                                 | Stati Uniti                      | Las Vegas                       | Mandalay Bay Events Center        | |
| 11 aprile 2010                                                                 | Stati Uniti                      | Tucson                          | Pima County Fairgrounds           | |
| 14 aprile 2010                                                                 | Stati Uniti                      | San Francisco                   | Oracle Arena                      | |
| 17 aprile 2010                                                                 | Stati Uniti                      | Contea di Riverside, California | Empire Polo Fields                | Coachella Festival                                                                                  |
| 20 aprile 2010                                                                 | Messico                          | Città del Messico               | Foro Sol                          | |
| Terza Sessione di concerti                                                     |                                  |                                 |                                   | |
| Tour Europeo II, Asia                                                          |                                  |                                 |                                   | |
| 25 maggio 2010                                                                 | Parigi                           | Francia                         | Casino de Paris                   | -                                                                                                   |
| 27 maggio 2010                                                                 | Lisbona                          | Portogallo                      | City Of Rock                      | -                                                                                                   |
| 2 giugno 2010                                                                  | Berna                            | Svizzera                        | Stade de Suisse                   | -                                                                                                   |
| 5 giugno 2010                                                                  | Nürburg                          | Germania                        | Rock am Ring                      | -                                                                                                   |
| 6 giugno 2010                                                                  | Nürburg                          | Germania                        | Rock am Ring                      | -                                                                                                   |
| 8 giugno 2010                                                                  | Milano                           | Italia                          | Stadio San Siro                   | -                                                                                                   |
| 11 giugno 2010                                                                 | Parigi                           | Francia                         | Stade de France                   | -                                                                                                   |
| 12 giugno 2010                                                                 | Parigi                           | Francia                         | Stade de France                   | -                                                                                                   |
| 16 giugno 2010                                                                 | Madrid                           | Spagna                          | Stadio Vicente Calderón           | -                                                                                                   |
| 19 giugno 2010                                                                 | Nimega                           | Paesi Bassi                     | Goffertpark                       | -                                                                                                   |
| 26 giugno 2010                                                                 | Pilton                           | Inghilterra                     | Glastonbury Festival              | -                                                                                                   |
| 29 giugno 2010                                                                 | Arendal                          | Norvegia                        | Hove Festival                     | -                                                                                                   |
| 1º luglio 2010                                                                 | Werchter, Rotselaar              | Belgio                          | Rock Werchter Festival Park       | -                                                                                                   |
| 3 luglio 2010                                                                  | Roskilde                         | Danimarca                       | Roskilde Festival                 | -                                                                                                   |
| 5 luglio 2010                                                                  | Hradec Králové                   | Repubblica Ceca                 | Festival Park                     | -                                                                                                   |
| 9 luglio 2010                                                                  | Kinross                          | Scozia                          | T in the Park                     | -                                                                                                   |
| 10 luglio 2010                                                                 | Kildare                          | Irlanda                         | Oxegen                            | -                                                                                                   |
| 15 luglio 2010                                                                 | Carhaix-Plouguer                 | Francia                         | Vieilles Charrues                 | -                                                                                                   |
| 17 luglio 2010                                                                 | Salacgrīva                       | Lettonia                        | Positivus Festival                | -                                                                                                   |
| 19 luglio 2010                                                                 | Helsinki                         | Finlandia                       | Kaisaniemi Park                   | -                                                                                                   |
| 23 luglio 2010                                                                 | Bergen                           | Norvegia                        | Bergenhus Festning                | -                                                                                                   |
| 30 luglio 2010                                                                 | Niigata                          | Giappone                        | Fuji Rock Festival                | -                                                                                                   |
| 1º agosto 2010                                                                 | Incheon                          | Corea del Sud                   | Jisan Valley Rock                 | -                                                                                                   |
| 15 agosto 2010                                                                 | Budapest                         | Ungheria                        | Sziget Festival                   | -                                                                                                   |
| 19 agosto 2010                                                                 | Sankt Pölten                     | Austria                         | Frequency Festival                | -                                                                                                   |
| 21 agosto 2010                                                                 | Cracovia                         | Polonia                         | Coke Live Festival                | -                                                                                                   |
| 4 settembre 2010                                                               | Manchester                       | Inghilterra                     | Old Trafford Cricket Ground       | -                                                                                                   |
| 10 settembre 2010                                                              | Londra                           | Inghilterra                     | Wembley Stadium                   | -                                                                                                   |
| 11 settembre 2010                                                              | Londra                           | Inghilterra                     | Wembley Stadium                   | -                                                                                                   |
| Stati Uniti, Canada, Australia (date aggiunte tra dicembre 2009 e maggio 2010) |                                  |                                 |                                   | |
| 22 settembre 2010                                                              | San Diego                        | California                      | Viejas Arena                      | -                                                                                                   |
| 23 settembre 2010                                                              | Anaheim                          | California                      | Honda Center                      | -                                                                                                   |
| 25 e 26 settembre 2010                                                         | Los Angeles                      | California                      | Staples Center                    | -                                                                                                   |
| 28 settembre 2010                                                              | Sacramento                       | California                      | ARCO Arena                        | -                                                                                                   |
| 1º ottobre 2010                                                                | Rio Rancho                       | Nuovo Messico                   | Santa Ana Star Center             | -                                                                                                   |
| 2 ottobre 2010                                                                 | Denver                           | Colorado                        | Pepsi Center                      | -                                                                                                   |
| 5 ottobre 2010                                                                 | Minneapolis                      | Minnesota                       | Target Center                     | -                                                                                                   |
| 6 ottobre 2010                                                                 | Milwaukee                        | Wisconsin                       | Bradley Center                    | -                                                                                                   |
| 8 ottobre 2010                                                                 | Oklahoma City                    | Oklahoma                        | Ford Center                       | -                                                                                                   |
| 9 ottobre 2010                                                                 | Austin                           | Texas                           | Austin City Limits Festival       | -                                                                                                   |
| 11 ottobre 2010                                                                | Cincinnati                       | Ohio                            | US Bank Arena                     | -                                                                                                   |
| 12 ottobre 2010                                                                | Columbus                         | Ohio                            | John Paul Jones Arena             | -                                                                                                   |
| 21 ottobre 2010                                                                | Québec City                      | Québec                          | Pepsi Coliseum                    | -                                                                                                   |
| 23 ottobre 2010                                                                | Contea di Nassau                 | New York                        | Nassau Veterans Memorial Coliseum | -                                                                                                   |
| 24 ottobre 2010                                                                | Newark                           | New Jersey                      | Prudential Center                 | -                                                                                                   |
| 26 ottobre 2010                                                                | Raleigh                          | Carolina del Nord               | RBC Center                        | -                                                                                                   |
| 27 ottobre 2010                                                                | Charlottesville                  | Virginia                        | John Paul Jones Arena             | -                                                                                                   |
| 5/6 dicembre 2010                                                              | Brisbane                         | Australia                       | Brisbane Entertainment Centre     | -                                                                                                   |
| 9/10 dicembre 2010                                                             | Sydney                           | Australia                       | Acer Arena                        | -                                                                                                   |
| 14/15 dicembre 2010                                                            | Melbourne                        | Australia                       | Rod Laver Arena                   | -                                                                                                   |
| 19 dicembre 2010                                                               | Perth                            | Australia                       | Bassendean Oval                   | -                                                                                                   |

## Gruppi spalla
Il Muse vengono accompagnati nel tour da diversi gruppi di supporto. Dalla data del 24 ottobre 2009 a Stoccolma (Svezia) fino alla data del 2 novembre 2009 ad Anversa (Belgio) sono stati preceduti dal gruppo inglese The Horrors; dal 4 al 13 novembre 2009 sono stati preceduti dal gruppo inglese The Big Pink nella sessione di concerti che hanno interessato Inghilterra, Irlanda e Scozia. Dal 14 novembre al 4 dicembre sono stati preceduti dai Biffy Clyro. Nella data del 2 giugno 2010 a Berna (Svizzera) allo Stade de Suisse, i Muse hanno avuto come gruppo di supporto gli Editors, mentre i Kasabian, i Friendly Fires e i Calibro 35 hanno supportato il gruppo nella data italiana dell'8 giugno 2010 allo Stadio San Siro di Milano e i soli Kasabian nella data successiva dell'11 giugno a Parigi allo Stade de France.

## Scaletta concerto
Il concerto era solito iniziare con un'introduzione musicale appositamente composto per il tour, intitolato We Are the Universe. Si tratta di una ripetizione di arpeggi realizzati con un sintetizzatore. Alla fine del pezzo una voce computerizzata femminile pronuncia la frase: "We are the universe, observing itself... destroying itself" accompagnando l'inizio di Uprising.

### Warm-Up Tour Europeo
1. Intro We Are the Universe
2. Uprising
3. Map of the Problematique
4. Supermassive Black Hole
5. Resistance
6. Interlude
7. Hysteria
8. New Born
9. Feeling Good
10. United States of Eurasia (+Collateral Damage)
11. Cave
12. Popcorn (cover di Gershon Kingsley)
13. Starlight
14. Undisclosed Desires
15. Time Is Running Out
16. Unnatural Selection

Bis
1. Stockholm Syndrome
2. Plug in Baby
3. Knights of Cydonia

### Tour Europeo
1. Intro We Are the Universe
2. Uprising
3. Resistance
4. New Born
5. Map of the Problematique
6. Supermassive Black Hole
7. MK Ultra o Unintended
8. Hysteria
9. Interlude
10. United States of Eurasia (+Collateral Damage)
11. Cave o Feeling Good
12. Undisclosed Desires
13. Starlight
14. Plug in Baby
15. Time Is Running Out
16. Unnatural Selection

Bis
1. Exogenesis: Symphony Part 1 (Overture)
2. Stockholm Syndrome
3. Knights of Cydonia

Alcuni brani della scaletta possono essere sostituiti durante il live. Nella data italiana del 4 dicembre 2009 a Torino i Muse eseguirono MK Ultra e Sunburn rispettivamente al posto di Unintended e di Cave o Feeling Good come era invece indicato. In più, hanno eseguito il brano Butterflies & Hurricanes tratto dall'album Absolution del 2003 e Guiding Light tratto da The Resistance del 2009.
I Muse misero a disposizione sul loro sito ufficiale un sondaggio per lasciare ai fan la possibilità di scegliere nei vari spettacoli, tre tracce tra i vari brani presenti sulla pagina. Alla fine del sondaggio, le canzoni che avranno raggiunto il punteggio maggiore sarebbero state inserite nella scaletta della data specifica.

## Formazione
Gruppo
- Matthew Bellamy – voce, chitarra, pianoforte
- Chris Wolstenholme – basso, cori
- Dominic Howard – batteria, percussioni, cori

Altri musicisti
- Morgan Nicholls – tastiera, sintetizzatore, cori